# En by omkring år 1900
En by omkring år 1900 er en dokumentarfilm fra 1973 instrueret og med manuskript af Henning Camre.

## Handling
En beretning om byen Gudhjem ved århundredeskiftet, fortalt af byens fotografer. Ved et tilfælde er fotografernes arkiver blevet bevaret, og over 3000 negativer fra perioden 1870-1920 er blevet indsamlet og gennemgået som grundlag for filmen, som er blevet et smukt billeddigt om et lille landsbysamfunds møde med det 20. århundrede og det tekniske vidundere. På filmens lydside fortæller gamle gudhjemboere om tiden.